# Værktøjslære
Værktøjslære er et undervisningsfag, der formidler den grundlæggende viden om det værktøj, der hører til et håndværksfag. For snedkerfagets vedkommende omfatter det f.eks. slibning og vedligeholdelse af høvle, men også høvlens rette brug og vurdering af, hvor og hvornår den bruges, og hvornår andet værktøj er at foretrække, og hvilke hjælpeværktøjer — også selvkonstruerede — der kan komme på tale ved en hensigtsmæssig produktion.
Faget findes selvstændigt eller som integreret del på tekniske skoler og som et mindre emneområde i f.eks. folkeskolens sløjdundervisning.